# Nexus 7 (2013)
La seconde génération de la Nexus 7 (nom de code "Razor") est une tablette tactile développée par Google en collaboration avec Asus. C'est la seconde  tablette de la série d'appareils Nexus utilisant le système d'exploitation Android. 
Sa sortie était prévue pour le 30 juillet 2013, mais dues aux sorties anticipées de plusieurs commerçants, Google a officiellement lancé la tablette le 26 juillet 2013 . Elle est la première tablette à être livrée avec Android Jelly Bean 4.3. Elle fonctionne sur un processeur quadri-cœurs Snapdragon S4 Pro APQ8064–1AA de Qualcomm sous-cadencé à 1.5Ghz , avec 2 Go de mémoire vive. Elle propose un écran ayant une définition de 1920 × 1200 (323 ppi), deux caméras (1.2 mégapixel (frontale) et 5.0 (arrière)), l'enregistrement vidéo 1080p, des haut-parleurs stéréo, la technologie QI de rechargement sans fil et une connectique SlimPort (via la prise Micro USB) permettant une sortie Full HD sur un écran externe. La version révisée propose également une DEL de notification. Les capacités de stockages sont 16 ou 32 Go.
Le 27 avril 2015, Google annonce la fin de la commercialisation de la tablette.

## Fonctionnalités

### Logiciel
Tous les appareils Nexus, dont la Nexus 7, fonctionnent avec une version dite « stock » d'Android 4.3, sans surcouche constructeur ou opérateur comme des interfaces graphiques modifiées (telles que TouchWiz et HTC Sense) qui existent dans d'autres téléphones. Les produits Nexus, contrairement à la plupart des appareils mobiles, possèdent également un bootloader qui peut être déverrouillé, autorisant les utilisateurs à changer le micrologiciel et donc le root, permettant ainsi un accès privilégié à l'environnement Android et le développement et la modification du système d'exploitation,,.
La Nexus 7 2013 est le premier appareil à supporter OpenGL ES 3.0 grâce à Android 4.3. Les développeurs de jeu devront ajouter ces nouvelles fonctionnalités dans les jeux avant de ressentir des différences.
En 2013, l'appareil est mis à jour vers Android 4.4 KitKat.
En novembre 2014, l'appareil est mis à jour vers Android 5.0 « Lollipop ».
En 2015, l'appareil est mis à jour vers Android 6.0 « Marshmallow ».

### Matériel
La tablette Nexus 7 de seconde génération est un appareil plus mince et léger que son prédécesseur. L'appareil est fabriqué par Asus et utilise un processeur Qualcomm Snapdragon S4 Pro APQ8064 SoC (cadencé à 1,5 GHz). La mémoire vive de cet appareil est doublée, passant de 1 Go à 2 Go. Son espace de stockage non amovible est de 16 ou 32 Go. Son autonomie annoncée est de 9 heures en lecture de contenu HD et de 10 heures en navigation web ou en lecture de livres électroniques. La batterie de la nouvelle Nexus 7 passe de 4325 mAh à 3950 mAh, mais Google assure qu'elle devrait tout de même fonctionner plus longtemps grâce aux optimisations logicielles et matérielles.